# ساركومة غضروفية متوسطية
ساركومة غضروفية متوسطية أو ساركومة غضروفية لحمية متوسطة أو ساركومة غضروفية لحمية متوسطية (بالإنجليزية: Mesenchymal chondrosarcoma)‏ هيَ أحد أشكال الساركومة الغضروفية الخَبيثة، وبخلاف مُعظم أشكال الساركومة الغضروفية فإنَّ الساركومة الغضروفية المتوسطية تنمو بشكلٍ سريع، وتميل إلى الانتشار، كما تحدث بشكلٍ أكبر لدى الأطفال والشباب.
يُساعد النوع الثاني من الكولاجين في تمييز هذه الساركومة عن غيرها.